# Granyena de les Garrigues
Granyena de les Garrigues (spanisch Grañena de las Garrigas) ist eine katalanische Gemeinde in der Provinz Lleida im Nordosten Spaniens mit 163 Einwohnern (Stand: 2024). Sie ist Teil der Comarca Garrigues.

## Geographische Lage
Granyena de les Garrigues liegt etwa 18 Kilometer südlich von Lleida in einer Höhe von 365 m. 

## Bevölkerungsentwicklung
| Jahr      | 1970 | 1981 | 1991 | 2001 | 2011 | 2021 |
| Einwohner | 297  | 222  | 182  | 165  | 172  | 154  |

## Sehenswürdigkeiten
- alte und neue Michaeliskirche
- Marienkapelle

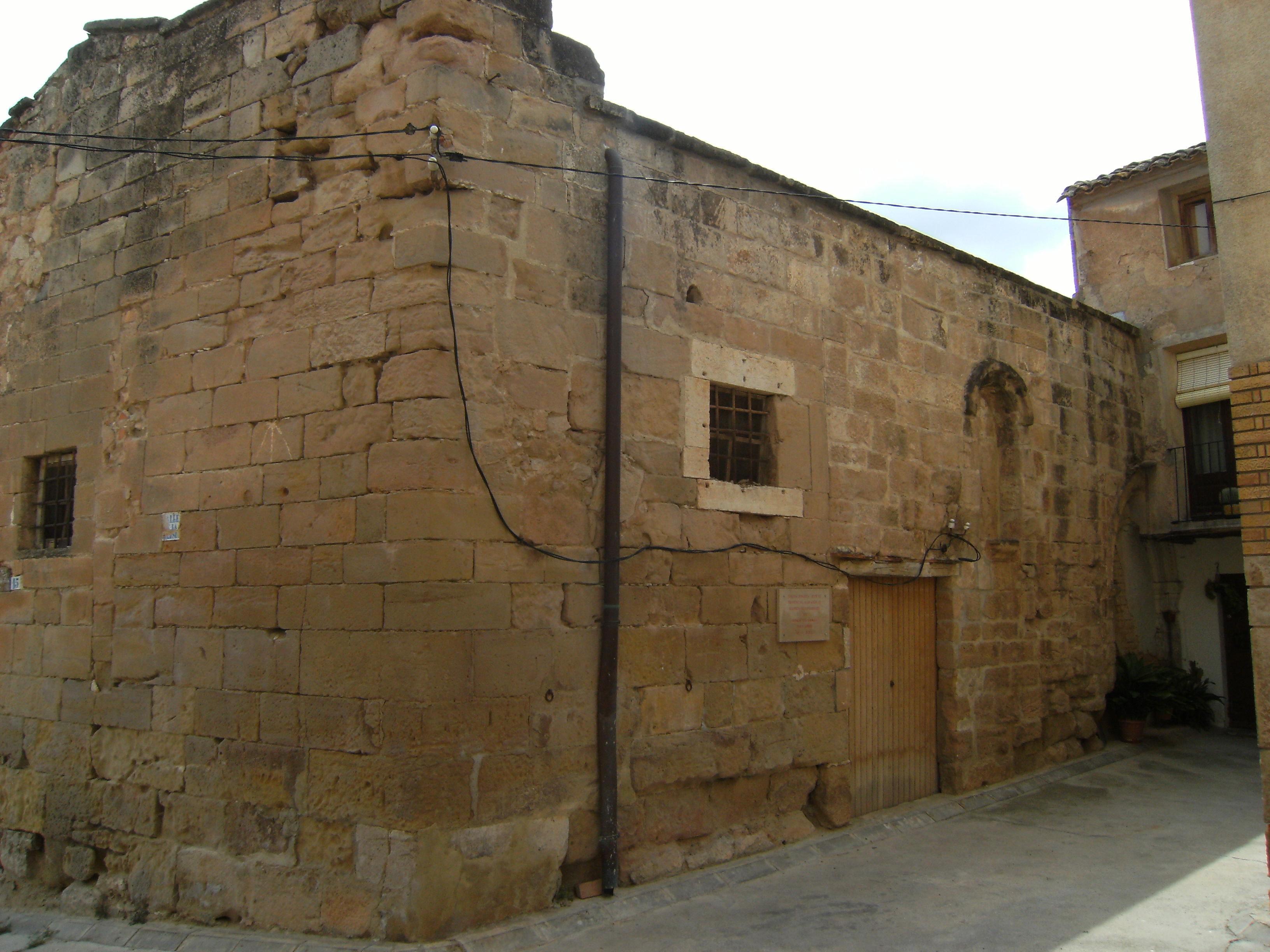
Alte Michaeliskirche
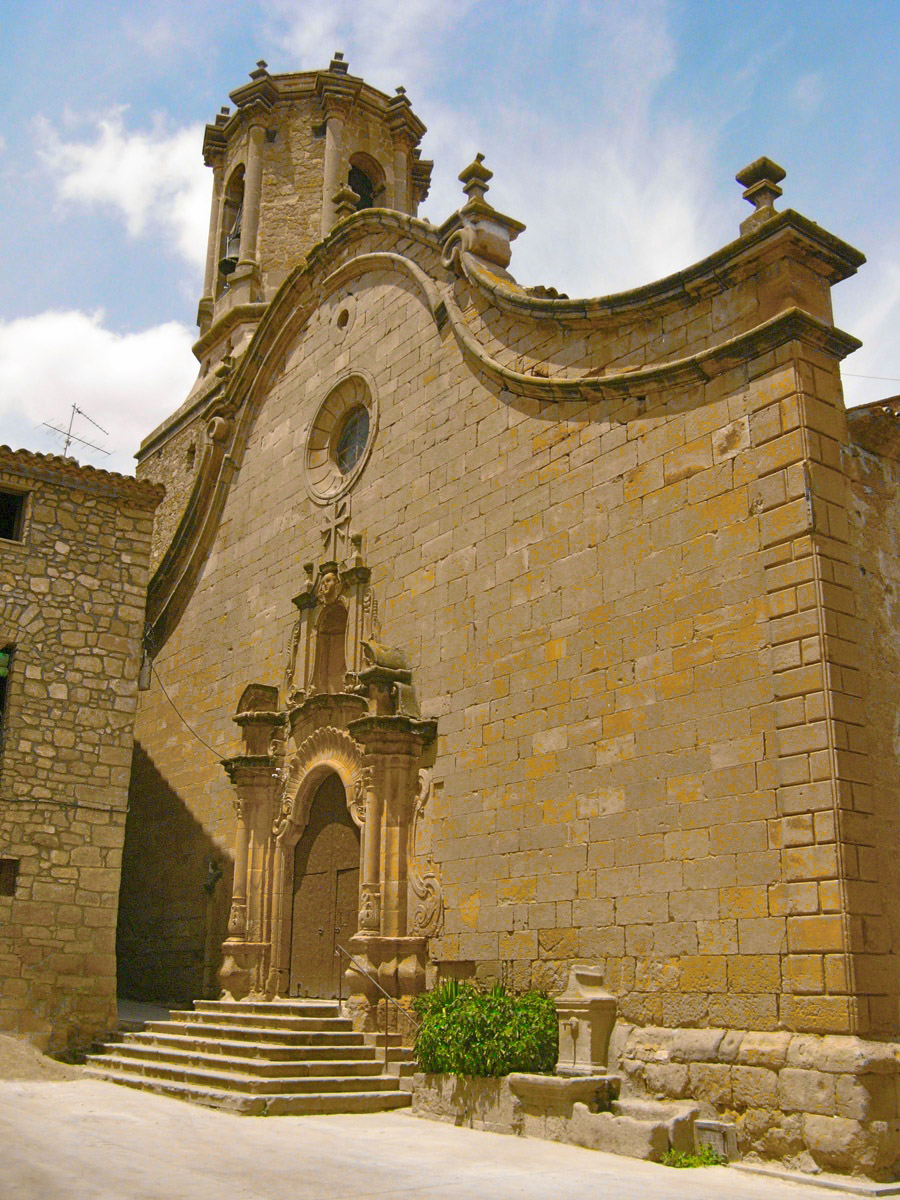
Michaeliskirche
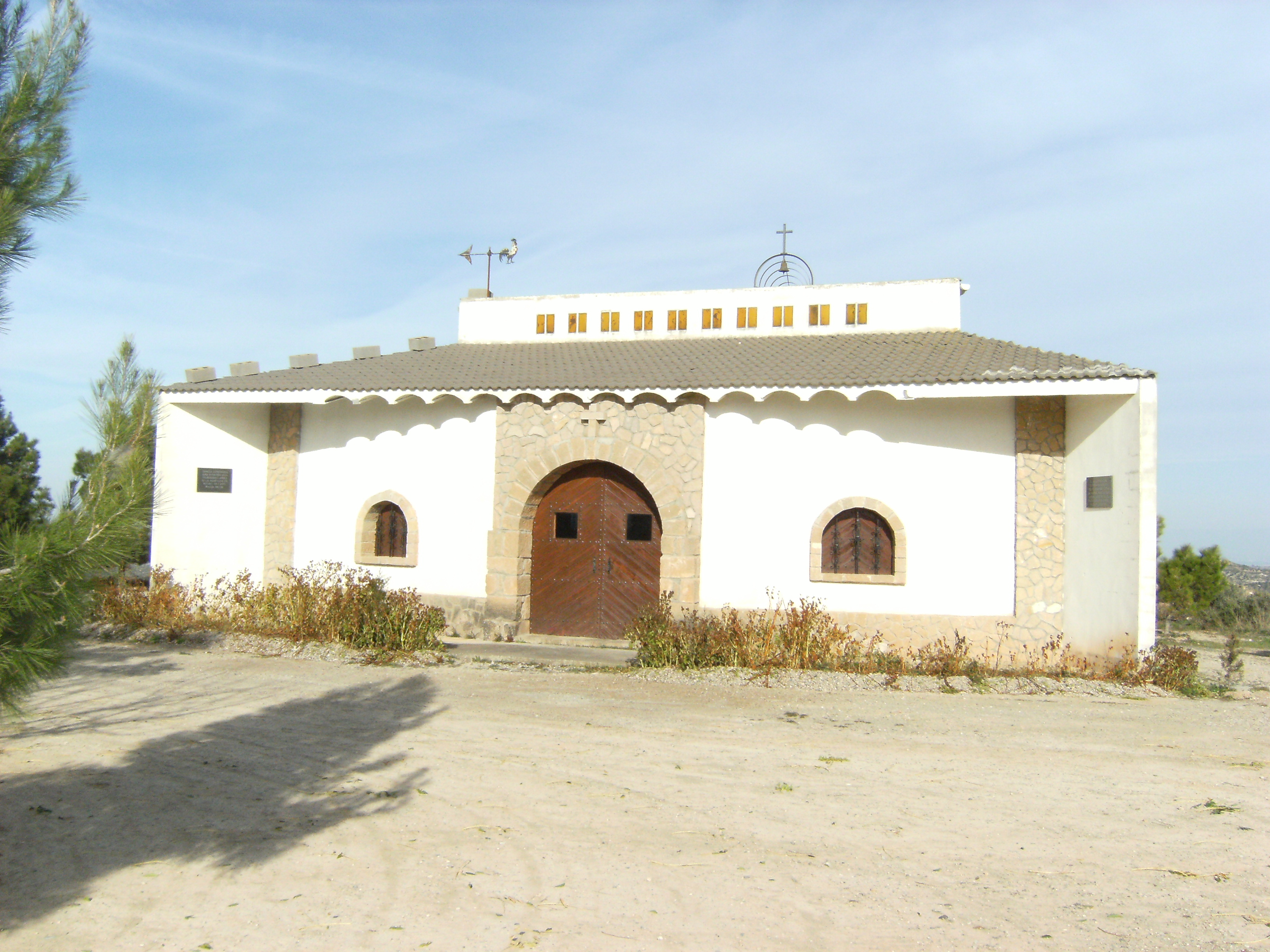
Marienkapelle